# Gregory Bateson
Gregory Bateson (Grantchester, 9 maggio 1904 – San Francisco, 4 luglio 1980) è stato un antropologo, sociologo e psicologo britannico, il cui lavoro ha riguardato anche molti altri campi (semiotica, linguistica, cibernetica, teoria dei sistemi).
Due delle sue opere più influenti sono Verso un'ecologia della Mente (Steps to an Ecology of Mind, 1972) e Mente e Natura (Mind and Nature, 1980). Bateson era figlio del famoso genetista William Bateson ed è stato, dal 1935 al 1950, il terzo marito di Margaret Mead, da cui nel 1939 ebbe una figlia, Mary Catherine Bateson, scrittrice e antropologa.
In vita, Bateson era conosciuto soprattutto per aver sviluppato la teoria del doppio legame (o doppio vincolo) per spiegare le origini della schizofrenia.

## Biografia
Inizia i suoi studi accademici a Cambridge. Dopo la laurea in biologia nel 1925, si dedicò all'antropologia, all'etnologia e alla linguistica nella medesima università. Fu allievo a Oxford di Alfred Reginald Radcliffe-Brown e a Londra di Bronisław Malinowski.
La sua prima opera di antropologia ed etnologia fu Naven (1936), un libro che prende il nome dalla cerimonia del popolo Iatmul della Nuova Guinea, in esso descritta e analizzata. La pubblicazione fu accolta con una certa perplessità dalla comunità antropologica dell'epoca: essa infatti non si presentava come una classica monografia etnografica (tipica dello struttural-funzionalismo britannico) nella quale la cultura studiata veniva esposta come un organismo composto di parti in equilibrio; Bateson invece partiva dalla descrizione della cerimonia naven per delinearne le implicazioni psicologiche, economiche, politiche, religiose ed etiche. In questo lavoro coniò inoltre l'espressione schismogenesi. Oltre alle popolazioni indigene, Bateson studiò a lungo il comportamento animale, in particolare le focene e le lontre (del Parco di San Francisco), con lo scopo di identificare le loro modalità comunicative durante il gioco; i risultati di questo studio furono esposti nel volume Questo è un gioco.

Nel 1939, a causa della guerra, si trasferì negli Stati Uniti dove negli anni Cinquanta ispirò la nascita del Mental Research Institute di Palo Alto in California (conosciuta in seguito come Scuola di Palo Alto). Questa scuola rivoluzionò l'approccio alla malattia mentale e creò nuovi strumenti psicoterapeutici alternativi alla psicoanalisi tradizionale, la quale si occupava perlopiù di nevrosi e molto meno di altri più gravi disturbi di personalità (inclusi i vari tipi di dipendenza). Bateson può essere considerato l'ispiratore della terapia familiare a orientamento sistemico.
Altri importanti contributi, che poi altri studiosi (come Paul Watzlawick, Don Jackson e Jay Haley) ripresero rendendoli operativi a livello di strategie terapeutiche, furono lo studio della schismogenesi (prima a livello antropologico e poi a livello psicologico), vale a dire la progressiva creazione di differenze attraverso l'accumulo dell'interazione tra persone e gruppi; lo studio dei vari livelli dell'apprendimento, con particolare enfasi sul concetto di deutero-apprendimento o "apprendere ad apprendere" (l'acquisizione di pattern e strutture cognitive attraverso l'esperienza) e infine, un trattamento del tutto originale del concetto di "mente" riconoscendo e studiando la tendenza dei vari sottosistemi di interazione a costruirsi come sistemi mentali sovra-individuali.
Dopo la sua morte, il crescente interesse per l'approccio olistico, la teoria dei sistemi e la cibernetica, hanno portato insegnanti e studenti a interessarsi alle sue pubblicazioni.
Per sua stessa ammissione, Bateson è stato male interpretato, e l'anticonvenzionalità del suo stile può essere la principale causa di ciò. Egli non aveva molto rispetto per le convenzioni della scrittura scientifica del suo tempo: le sue opere hanno spesso la forma del saggio piuttosto che della pubblicazione scientifica; faceva largo uso di metafore e le fonti che citava erano spesso inusuali (ad esempio, poteva citare un antico poeta e ignorare recenti studi scientifici), allo stesso tempo scriveva a un livello molto astratto. Nonostante queste critiche, molti studiosi ritengono che il suo lavoro contenga notevoli spunti originali e meriti una lettura attenta.
Oltre alle metafore, utilizza un curioso strumento chiamato metalogo. I metaloghi sono delle discussioni sui discorsi (da cui il prefisso meta-, cioè un dialogo sul dialogo); essi furono molto usati nell’opera Dove gli Angeli esitano.
I principali concetti innovativi, da lui introdotti, sono quelli di doppio legame, i livelli logici applicati alla comunicazione (da cui i concetti di metacomunicazione e di realtà di ordine superiore), l'introduzione di segnali metacomunicativi tramite il linguaggio paraverbale/non verbale.
Questi concetti sono rinvenibili in tutti i suoi scritti. In particolare, il concetto di doppio legame è stato da lui formalizzato nello scritto “Verso una teoria della schizofrenia”, che fa parte dell’opera Verso un’ecologia della Mente. Bateson vi ipotizza che il comportamento del malato schizofrenico sia l’unico possibile dato da cui partire per comprendere questa malattia, nel contesto di una comunicazione paradossale e di “doppio legame”. Estende poi questi stessi concetti anche alla ricerca antropologica, per lo studio dei riti, delle iniziazioni, del gioco.

## Opere tradotte in italiano
- Bateson, G.; Ruesch, J. (1976), La matrice sociale della psichiatria, Bologna, Il Mulino
- Bateson, G. (1977), Verso un'ecologia della mente, Milano, Adelphi, ISBN 978-88-459-1535-2
- Bateson, G. (1984), Mente e natura, un'unità necessaria, Milano, Adelphi, ISBN 978-88-459-0560-5
- Bateson, G. (1988), Naven. Un rituale di travestimento in Nuova Guinea, Torino, Einaudi (Nuova edizione: Raffaello Cortina, Milano 2022).
- Bateson, G.; Bateson, M.C. (1989), Dove gli angeli esitano. Verso un'epistemologia del sacro, Milano, Adelphi, ISBN 978-88-459-0731-9
- Bateson, G. (1996), Questo è un gioco. Perché non si può mai dire a qualcuno: «Gioca!», Milano, Raffaello Cortina Editore, ISBN 978-88-7078-398-8
- Bateson, G. (1997), Una sacra unità. Altri passi verso un'ecologia della mente, Milano, Adelphi, ISBN 978-88-459-1316-7
- Bateson, G. (2005), Perceval, un paziente narra la propria psicosi, 1830-1832, Torino, Bollati Boringhieri, ISBN 978-88-339-1590-6
- Bateson, G. (2006), L'umorismo nella comunicazione umana, Raffaello Cortina Editore, Milano (titolo originale: The Position of Humor in Human Communication, 1953).